# Radley Metzger
Radley Metzger (també conegut com Radley Henry Metzger, Radley H. Metzger i amb els pseudònims, "Jake Barnes", "Erich Farina" i "Henry Paris") (21 de gener de 1929 – 31 de març de 2017) va ser un cineasta estatunidenc pioner i distribuïdor de cinema, destacat per pel·lícules artístiques i per adults, com Thérèse and Isabelle (1968), Camille 2000 (1969), The Lickerish Quartet (1970), Score (1974), The Private Afternoons of Pamela Mann (1974), The Image (1975), The Opening of Misty Beethoven (1976) i Barbara Broadcast (1977). Segons un crític cinematogràfic, les pel·lícules de Metzger, incloses les realitzades durant l'Edat d'Or del Porno (1969–1984), es destaquen pel seu "disseny luxós, guionatge enginyós i preferència per l'angle de càmera inusual". Un altre revisor va assenyalar que les seves pel·lícules eren "altament artístiques - i sovint cerebrals ... i sovint presentava un magnífica cinematografia". Les obres cinematogràfiques i d'àudio de Metzger s'han afegit a la col·lecció permanent del Museum of Modern Art (MoMA) de la ciutat de Nova York.

## Primers anys
Radley Henry Metzger va néixer el 21 de gener de 1929 al Grand Concourse a The Bronx, Nova York, i era el segon fill de pares jueus, Julius i Anne. Va afirmar que va trobar alleujament de les seves al·lèrgies als cinemes, especialment al teatre Audubon Ballroom, mentre creixa. Més tard, Metzger va rebre un B.A. en arts dramàtiques del City College of New York, on hiva estudiar amb els cineastes Hans Richter i Leo Seltzer. També va estudiar interpretació en privat amb el director Harold Clurman. Durant la Guerra de Corea, Metzger va servir a la Força Aèria dels Estats Units amb el 1350th Photographic Group, que va interrompre els seus estudis de postgrau de la Columbia University. El seu germà gran, ara difunt, s'havia convertit en metge. Metzger es va casar més tard i va tenir una filla.

## Carrera
A principis de la seva carrera, a la dècada de 1950, Metzger va treballar principalment com a editor de pel·lícules i fou membre del Local 771 de l'IATSE. Va treballar en l'edició de tràilers de Janus Films, un gran distribuïdor de pel·lícules d'art estrangeres, especialment les de Michelangelo Antonioni, Ingmar Bergman, Federico Fellini, Jean-Luc Godard i François Truffaut. El 1953, Metzger va ser acreditat com a ajudant de direcció de William Kyriakis a la pel·lícula  Guerrilla Girl. El 1956, va treballar en el doblatge de I Déu creà la dona  protagonitzada per Brigitte Bardot. El seu debut cinematogràfic com a director,  Dark Odyssey (1961) (codirigit amb Kyriakis), va ser un drama sobre les experiències d'un immigrant grec que arribava a Nova York. La pel·lícula va ser revisada favorablement per The New York Times i altres. El 1959 va editar la pel·lícula The Gangster Story protagonitzada per Walter Matthau i el 1960, Metzger va presentar a la televisió la pel·lícula japonesa Kyōnetsu no kisetsu.
Més tard, el 1961, juntament amb la distribuïdora de cinema Ava Leighton, Metzger va fundar Audubon Films. La companyia va rebre el nom del teatre Audubon Ballroom, una de les seves sales de cinema preferides mentre creixia. La recentment fundada companyia de distribució especialitzada en importar pel·lícules internacionals, algunes de les quals eren comercialitzat en pel·lícules eròtiques per adults  gènere en expansió gradual. Les habilitats de Metzger com a editor es van emprar per retallar i augmentar moltes de les característiques que Audubon va gestionar, com ara The Twilight Girls (FR, 1957) i, el seu primer èxit, Jeg - en kvinde de Mac Ahlberg ( DN / SW, 1965).
El segon esforç de direcció de Metzger, The Dirty Girls (rodada el 1963 i estrenada el 1965), va marcar la seva aparició com a autor important en el gènere de pel·lícula eròtica per adults. Les seves pel·lícules posteriors es van rodar sovint a Europa i adaptades de novel·less o altres fonts literàries, com Carmen (de Prosper Mérimée), La Dame aux Camélias (d'Alexandre Dumas), L'image (de Catherine Robbe-Grillet), Naked Came the Stranger (de Penelope Ashe), Pigmalió (de George Bernard Shaw), Sis personatges en cerca d'autor (de Luigi Pirandello), The Cat and the Canary (de John Willard), i Thérèse et Isabelle (de Violette Leduc). Ell cita John Farrow, Claude Lelouch, Michael Powell, Alain Resnais i Orson Welles com a inspiració del seu treball. Metzger va treballar amb el director de cinema francès Jean Renoir, així com amb l'actor estatunidenc Hal Linden. Andy Warhol, que va ajudar a començar l’ Edat d'Or del Porno amb la seva pel·lícula de 1969 Blue Movie, era un fan de l'obra cinematogràfica de Metzger i va comentar que la pel·lícula de Metzger de 1970, The Lickerish Quartet, era "una obra mestra escandalosament pervertida". El 1972, Metzger va dirigir Score, basada en una obra eròtica Off-Broadway en la que hi participava Sylvester Stallone. Les pel·lícules dirigides per Metzger incloïen partitures musicals compostes per Georges Auric, Stelvio Cipriani, Georges Delerue i Piero Piccioni. L'estil de pel·lícula signat de Metzger de la seva "eròtica elegant" s'havia convertit en "una combinació eurocèntrica de decadència elegant, riquesa i aristocràtica".
Sota el pseudònim "Henry Paris", Metzger també va dirigir diverses funcions eròtiques per a adults explícites durant la meitat i finals de la dècada de 1970. Aquestes pel·lícules es van estrenar durant l'Edat d'Or del Porno, també coneguda com a "porno chic", en què les pel·lícules eròtiques per a adults tot just començaven a estrenar-se àmpliament i discutides públicament per celebritats (com Johnny Carson i Bob Hope) i preses seriosament pels crítics de cinema (com Roger Ebert). Les pel·lícules de Metzger es caracteritzen per alts valors de producció, especialment The Private Afternoons of Pamela Mann (1975) i The Opening of Misty Beethoven (1976), i generalment es celebren de manera crítica. Alguns historiadors avaluen The Opening of Misty Beethoven, basada en l’obra Pigmalió de George Bernard Shaw (i la seva derivada, My Fair Lady), com a assolir un nivell de corrent principal a la història i als conjunts i és considerada, per l’autor premiat Toni Bentley, la "joia de la corona" de l’Època d’Or del Porno.
| « | Quan vaig arribar a la majoria d'edat, l'erotisme sempre estava a les pel·lícules, però l'erotisme era castigat. La noia promiscua mai va aconseguir l'home protagonista, la dona que venia els seus encants, sempre va tenir una mala sort. La "noia bona" sempre aconseguia fins que la noia dolenta mai va aconseguir. Com a reacció a això, vaig intentar fer el contrari. Podries tenir una actitud lliure i comportar-te de manera lliure i no ser castigat. Un paral·lel a això és que també podria ser lleuger. No havia de ser una tragèdia. Podries mirar [el sexe] d'una manera divertida. Va ser una cosa personal, treballar contra els tòpics del cinema quan era gran. | » |

Algunes de les pel·lícules eròtiques per adults "Henry Paris", incloses  Score  (1974),també s'han presentat en versions softcore. Moltes de les pel·lícules de Metzger, incloses Score (1974), The Image (1975), The Opening of Misty Beethoven (1976) i Barbara Broadcast (1977), així com algunes de les seves primeres pel·lícules sofctore, Camille 2000 (1969) i The Lickerish Quartet (1970), han estat editades en versió Blu-ray.

## Darrers anys
A la dècada de 1990, com a conseqüència de la mort de la seva parella de sempre, Ava Leighton, a causa d'un càncer, Metzger va produir diversos vídeos sobre cura de la salut alternativa, inclòs un sobre tractament del càncer i una sèrie de vídeos de cinc parts sobre homeopatia amb Andrew Weil. Segons Metzger: "Vaig sentir que a la dècada de 1990, la gent necessitava més informació sobre un enfocament intel·ligent de la salut i la malaltia - que necessitava saber com alleujar la culpabilitat. Aquest era el meu èmfasi"."
Més endavant, Metzger va considerar diversos projectes cinematogràfics semblants a "Henry Paris", inclòs un titulat Solarium, un altre basast en el llibre The Surrender de Toni Bentley, i un tercer basat en el seu propi guió original, utilitzant diàlegs de Shakespeare, titulat provisionalment The Heat of the Midnight Sun. Tanmateix, tots aquests projectes cinematogràfics van quedar finalment sense acabar.
Segons el crític cinematogràfic Adam Schartoff de Filmmaker l'abril de 2017, Metzger era un "director realment únic i amb un talent exquisit", les seves pel·lícules tenien "visuals i narratives fortes... capritxoses", històries divertides, intel·ligents i sempre ambicioses", el seu tractament dels personatges femenins va anar "molt més enllà del seu temps". Schartoff i una sòcia productora, Judith Mizrachy, es van plantejar fer un documental sobre Metzger i les seves pel·lícules, però actualment el projecte està inacabat.
Les obres cinematogràfiques i d'àudio de Metzger s'han afegit a la col·lecció permanent del Museum of Modern Art (MoMA) de la ciutat de Nova York.

## Mort
Metzger va morir per causes no revelades a la ciutat de Nova York el divendres 31 de març de 2017 a l'edat de 88 anys.

## Premis (selecció)
El 1977, la pel·lícula de Metzger The Opening of Misty Beethoven va rebre els primers premis de l'Adult Film Association of America a la millor direcció (com Henry Paris), a la millor pel·lícula i millor Actor (Jamie Gillis) i, també, va guanyar el X-Caliber award a la millor direcció (com Henry Paris).
El 2001, el treball cinematogràfic de Metzger va ser objecte d'una retrospectiva a Boston, Massachusetts.
El 2002 la pel·lícula de Metzger The Opening of Misty Beethoven va guanyar la millor versió clàssica en DVD per l'Adult Film Association of America.
El 2010, Metzger també va rebre un Premi a la trajectòria del Festival Internacional de Cinema d'Oldenburg, on va exercir de jurat el 2011.
El 2011 el treball cinematogràfic de Metzger va ser objecte d'una retrospectiva a l'UCLA Film and Television Archive.
El 2014, el treball cinematogràfic de Metzger va ser objecte d'una retrospectiva a la Film Society of Lincoln Center.

## Filmografia parcial (director)
- Dark Odyssey (1961)
- La baie du désir (1964) (aka The Erotic Touch) (sense acreditar)[65]
- Dictionary of Sex (1964)
- The Dirty Girls (1965)
- The Alley Cats (1966)
- Carmen, Baby (1967)[66][67]
- Thérèse and Isabelle (1968)
- Camille 2000 (1969)
- The Lickerish Quartet (1970)
- Little Mother (1973) (aka Mother)
- Score (1974)[35]
- The Private Afternoons of Pamela Mann (1974) (as Henry Paris)
- Naked Came the Stranger (1975) (com Henry Paris)[30]
- The Image (1975) (aka L'image; The Punishment of Anne)
- The Opening of Misty Beethoven (1976) (com Henry Paris)
- Barbara Broadcast (1977) (com Henry Paris)
- Maraschino Cherry (1978) (com Henry Paris)
- El gat i el canari (1978)
- The Tale of Tiffany Lust (1979) (aka Body Lust) (sense acreditar)[55][68]
- The World of Henry Paris (1981) (com Henry Paris)
- Aphrodesia's Diary (1983) (sense acreditar)[55]
- The Princess and the Call Girl (1984)
- The Sins of Ilsa (1985) (no estrenada)[69]